# Ceratomerus biseriatus
Ceratomerus biseriatus är en tvåvingeart som beskrevs av Adrian R.Plant 1991. Ceratomerus biseriatus ingår i släktet Ceratomerus och familjen Brachystomatidae. Inga underarter finns listade i Catalogue of Life.